# Paty Yeye Lenkebe
 (juin 2020).
Paty Yeye Lenkebe, né le 2 février 1982, est un footballeur international congolais évoluant au poste de défenseur central.

## Biographie
Il reçoit sa seule et unique sélection en équipe de RD Congo le 23 mai 2004, en amical contre l'Angola (défaite 1-3).
Il évolue pendant 12 saisons en Israël, de 2006 à 2018. Il dispute un total de 346 matchs dans les championnats israéliens (D1 & D2), inscrivant 24 buts.

## Palmarès
- Champion de RD Congo en 2003 avec l'AS Vita Club